# Городское поселение «Посёлок Октябрьский»
Городское поселе́ние «Посёлок Октябрьский» — муниципальное образование в Ванинском районе Хабаровского края Российской Федерации.
Административный центр — рабочий посёлок Октябрьский.

## История
Статус и границы городского поселения установлены Законом Хабаровского края от 28 июля 2004 года № 208 «О наделении посёлковых, сельских муниципальных образований статусом городского, сельского поселения и об установлении их границ».

## Население
| 2010  | 2011  | 2012  | 2013  | 2014  | 2015  | 2016  |
| ----- | ----- | ----- | ----- | ----- | ----- | ----- |
| 6240  | ↘6216 | ↗6258 | ↘6191 | ↘6046 | ↘6013 | ↘5953 |
| 2017  | 2018  | 2019  | 2020  | 2021  | 2023  |       |
| ↘5816 | ↘5711 | ↘5650 | ↘5611 | ↗6129 | ↘6037 |       |

## Состав городского поселения
| № | Населённый пункт | Тип населённого пункта                  | Население |
| - | ---------------- | --------------------------------------- | --------- |
| 1 | Октябрьский      | рабочий посёлок, административный центр | ↘5985     |